# Осово (Колодежский сельсовет)
Осово (бел. Восава) — деревня в Червенском районе Минской области. Входит в состав Колодежского сельсовета.

## Географическое положение
Находится примерно в 8 километрах к северу от райцентра, в 70 км от Минска.

## История
На 1790 год существовала как застенок Осов. 20 августа 1924 года деревня вошла в состав вновь образованного Домовицкого сельсовета Червенского района Минского округа (с 20 февраля 1938 — Минской области). Во время Великой Отечественной войны 31 житель Осова погиб на фронтах. 25 июля 1959 года в связи с упразднением Домовицкого сельсовета деревня вошла в Колодежский сельсовет. В 1980-е годы входила в состав совхоза «Домовицк», тогда здесь проживали 40 человек. На 2013 год в Осово остался один круглогодично жилой дом, один постоянный житель.

## Население
- 1980-е — 40 жителей
- 2013 — 1 двор, 1 житель